# Бабешко Майя Омелянівна
Бабешко Майя Омелянівна (нар. 1 травня 1941, с. Оржиця Україна — фахівець у галузі механіки деформівного твердого тіла. Доктор фізико-математичних наук (1995). Премія імені О. Динника НАН України (2003).
Закінчила Київський університет (1963). Працює в Інституті механіки НАН України: інженером (від 1962), старшим інженером (від 1965), молодшим науковим спеціалістом (від 1976), старшим науковим спеціалістом (від 1978), провідним науковим спеціалістом (від 1996).
Наукові дослідження у галузі математики моделювання процесів термов'язкопружнопластичності деформування ізотропних матеріалів по різноманітних плоских траєкторіях та числових методів розв'язування задач термопластичності для тіл та оболонок обертання..

## Праці
- Решение осесимметричной задачи термопластичности для тонкостенных и толстостенных тел вращения на ЕС ЭВМ. К., 1980 (співавт.);
- Пространственные задачи термопластичности. К., 1980 (співавт.);
- Термовязкоупругопластические процессы сложного деформирования элементов конструкций. К., 1992 (співавт.);
- Численное исследование упругопластического состояния слоистых оболочек в процессах осесимметричного деформирования по траекториям малой кривизны с учетом геометрической нелинейности // ПМ. 1996. Т. 32, № 8;
- The Thermoviscoelastoplastic State of Shells of Revolution Under Axisymmetric Deformation Along Various Flat Paths // International Applied Mechanics. 2001. Vol. 37, № 8 (співавт.).
- Літ.: Майя Емельяновна Бабешко: К 60-летию со дня рожд. // ПМ. 2001. Т. 37, № 5.